# بادآورد (گیاه)
بادآورد (نام علمی: Notobasis syriaca) نام یک گونه از سرده بادآورد است.